# イサベル・デ・アウストリア
イサベル・デ・アウストリア（西：Isabel de Austria, 1501年5月18日 - 1525年1月18日）は、ブルゴーニュ公フィリップ4世とカスティーリャ女王フアナの間の次女。神聖ローマ皇帝カール5世の妹、フェルディナント1世の姉。デンマーク王クリスチャン2世の王妃。デンマーク語ではイサベラ・ア・ブアグン（Isabella af Burgund）、エリサベト・ア・ウストリ（Elisabet af Østrig）などと呼ばれる。

## 生涯
母フアナが精神に異常をきたし、子供の養育ができない状態であったため、イサベルは他の兄弟姉妹と共に、叔母マルグリットがネーデルラントで養育した。3人の王女レオノール、イサベル、マリアは理解力に優れ、マクシミリアンやマルグリット同様に音楽の才能があり、クラヴィコード、リュート、ハープなどを巧みに弾きこなしたという。
1515年、14歳になったイサベルは、デンマーク王クリスチャン2世の王妃として嫁ぐことになった。クリスチャンは粗暴で残虐きわまりない人物であったが、イサベルの祖父マクシミリアン1世は政治的利益のみに注目し、悪評を耳にしていたにもかかわらず、ろくに調査もせずに結婚を代理人に進めさせた。
王室秘書官のエリック・ヴァルケンドルフ司教はクリスチャンの粗暴さを抑えようと考え、デューヴェケという豊満な金髪の少女を連れてきた。彼女はオランダから移住してきた居酒屋の未亡人ズィグブリッテ・ヴィレムスの娘だった。クリスチャンは1513年に国王に即位し、コペンハーゲンに移った時、設備の整った豪華な愛人用の部屋を作らせた。するとズィグブリッテは娘に夢中なクリスチャンを思いのままに操り、自分の兄弟や従兄弟たちを呼び寄せて政治の中枢に据えた。このような国王に反対する国民の声が、デンマーク中に上がり始めた。ヴァルケンドルフは、身分相応の妻を娶りデューヴェケ一族を追放することをクリスチャンに進言した。しかし、王は結婚には承知したものの、愛人一族を追放することには頑として承知しなかった。こうして、イサベルに白羽の矢が立てられたのであった。
イサベルはコペンハーゲンに到着し、クリスチャンの王妃となったが、そこで愛人一族に囲まれ、ないがしろにされることになった。婚礼のための祝宴さえも開かれなかったという。夫のクリスチャンはめったに妻の許を訪れず、言葉もかけようとせず、後継者を得るためだけに夜を共に過ごし、しかも早々に自室へと戻るのだった。クリスチャンはもっぱら愛人デューヴェケの許に入り浸った。
イサベルの不幸な生活やデンマーク宮廷の異常な日常は、外国の公使たちによってヨーロッパ中の宮廷に喧伝された。このことはマクシミリアンの耳にも入り、カールを通じてクリスチャンに抗議した。しかしクリスチャンはこれに激怒し、イサベルの最も信頼していた女官長を国外追放にした上、デューヴェケの母ズィグブリッテを新たな女官長にした。秘書官ヴァルケンドルフも解雇され、後釜にはズィグブリッテの従兄を座らせた。イサベルの3人の子供たちの教育もズィグブリッテ一派に任された。
1517年、デューヴェケは突然死亡した。クリスチャンは暗殺と断定し、何人かの者を処刑した。愛人の死後、クリスチャンはますます凶悪な統治者となった。1520年の「ストックホルムの血浴」では、1日でスウェーデン貴族600人が斬首され、石畳にはおびただしい血が流れた。デンマーク国民の忍耐も限界を越え、1523年にクリスチャンは廃位され、叔父フレゼリク1世が王位に就いた。
クリスチャンとイサベルたちはネーデルラントに亡命し、まずガンで、そののち小さな町リエでひっそりと暮らした。フレゼリク1世はイサベルにはデンマークに戻るように勧めたが、彼女は夫の許に残ることを選んだ。そして、ニュルンベルクの帝国議会で夫を正当なデンマーク王と認めるよう訴えるなど、夫の復位に尽くしたが、努力は実らなかった。
その後、イサベルはプロテスタントに傾き、また食料品を買うために子供の物まで売り歩くほどの窮乏生活を送った。これを知ったマルグリットは、イサベルの子供ハンス、ドロテア、クリスティナをカトリックのもとで育てるべく、メヘレンに引き取った。子供たちを奪われ絶望したイサベルは1525年1月18日、ベッドの中で死去した。23歳没。
末娘クリスティナの後裔に、マリア・テレジアの夫フランツ1世がいる。これによってイサベルの子孫は200年後にハプスブルク宗家に帰還を果たすことになった。

## 系譜
| イサベル | 父: フィリップ美公 (カスティーリャ王フェリペ1世) | 祖父: マクシミリアン1世 (神聖ローマ皇帝)                               | 曽祖父: フリードリヒ3世 (神聖ローマ皇帝)               |
| イサベル | 父: フィリップ美公 (カスティーリャ王フェリペ1世) | 祖父: マクシミリアン1世 (神聖ローマ皇帝)                               | 曽祖母: エレオノーレ (ポルトガル王女)[1]               |
| イサベル | 父: フィリップ美公 (カスティーリャ王フェリペ1世) | 祖母: マリー (ブルゴーニュ女公)                                        | 曽祖父: シャルル (ブルゴーニュ公) （突進公/豪胆公）[2] |
| イサベル | 父: フィリップ美公 (カスティーリャ王フェリペ1世) | 祖母: マリー (ブルゴーニュ女公)                                        | 曽祖母: イザベル・ド・ブルボン                         |
| イサベル | 母: フアナ (カスティーリャ女王)                  | 祖父: フェルナンド2世 (アラゴン王) （カスティーリャ王フェルナンド5世） | 曽祖父: フアン2世 (アラゴン王)                         |
| イサベル | 母: フアナ (カスティーリャ女王)                  | 祖父: フェルナンド2世 (アラゴン王) （カスティーリャ王フェルナンド5世） | 曽祖母: フアナ・エンリケス                             |
| イサベル | 母: フアナ (カスティーリャ女王)                  | 祖母: イサベル1世 (カスティーリャ女王)                                 | 曽祖父: フアン2世 (カスティーリャ王)                   |
| イサベル | 母: フアナ (カスティーリャ女王)                  | 祖母: イサベル1世 (カスティーリャ女王)                                 | 曽祖母: イサベル (ポルトガル王女)[3]                   |

[1]の父はポルトガル王ドゥアルテ1世。ジョアン1世の子で、弟にエンリケ航海王子や[3]の父ジョアン、妹に[2]の母イザベルがいる。よって、[1]と[2]と[3]は、共にジョアン1世を祖父とするいとこ同士となる。

## 子女
- ハンス（1518年 - 1532年）
- フィーリプ・フェアディナン（1519年 - 1520年） - 双子
- マクシミリアン（1519年） - 双子
- ドロテア（1520年 - 1580年） - プファルツ選帝侯フリードリヒ2世と結婚
- クリスティーネ（1521年 - 1590年）- ミラノ公フランチェスコ2世と結婚、ロレーヌ公フランソワ1世と再婚